# Ефремов, Анатолий Васильевич
Анатолий Васильевич Ефремов (род. 13 декабря 1948 года) — советский и российский учёный-патофизиолог, ректор НГМУ (1996—2007), член-корреспондент РАМН (2005), член-корреспондент РАН (2014).

## Биография
Родился 13 декабря 1948 года.
В 1974 году окончил военно-медицинский факультет Томского государственного медицинского института.
С 1975 по 1993 год работал на военной кафедре Новосибирского государственного медицинского университета, пройдя путь от преподавателя до начальника кафедры.
В 1984 году защитил кандидатскую диссертацию на тему «Ранняя профилактика травматического шока антигипоксантами ацетиленовой природы».
В 1992 году защитил докторскую диссертацию на тему «Морфофункциональные особенности лимфатического русла при синдроме длительного сдавливания и его фармакологическая коррекция».
В 1993 году присвоено учёное звание профессора.
С 1993 по 2018 год — заведующий кафедрой патологической физиологии с курсом клинической патофизиологии, ректор института (с 1996 по 2007 годы).
В 2005 году избран членом-корреспондентом РАМН.
В 2014 году стал членом-корреспондентом РАН (в рамках присоединения РАМН и РАСХН к РАН).

## Научная деятельность
Один из ведущих ученых страны в области патофизиологии лимфатической системы.
Его научные исследования посвящены изучению структурно-функциональных изменений лимфатической системы при экстремальных воздействиях, в частности, при одной из наиболее тяжелых травм — синдроме длительного сдавливания (СДС). Особое место занимает изучение метаболических последствий декомпрессии в патогенезе полиорганной недостаточности. Впервые показаны сложные системные корреляции между параметрами отдельных видов обмена — белкового, липидного, электролитного и микроэлементного — в динамике, посткомпрессионного периода СДС. Является основоположником концепции активной регулирующей роли лимфатической системы в процессах адаптации к экстремальным воздействиям, которая уже много лет разрабатывается на кафедре патофизиологии и в ряде институтов СО РАМН.
Автор 612 научных работ, в том числе 22 монографии и 27 учебно-методических пособий. Имеет 17 патентов на изобретение. Под его руководством защищено более 50 докторских и 100 кандидатских диссертаций.

## Награды
- Заслуженный деятель науки Российской Федерации (2000)[2]
- Знак «Почётный работник высшего профессионального образования Российской Федерации»